# Ceaux-en-Couhé
Ceaux-en-Couhé ist eine Commune déléguée in der französischen Gemeinde Valence-en-Poitou mit 527 Einwohnern (Stand: 1. Januar 2022) im Arrondissement Montmorillon, im Département Vienne in der Region Nouvelle-Aquitaine (vor 2016: Poitou-Charentes). Die Einwohner werden Celléens genannt.
Am 1. Januar 2019 wurde die Gemeinde Ceaux-en-Couhé mit vier weiteren zur Commune nouvelle Valence-en-Poitou zusammengelegt. Die Gemeinde Ceaux-en-Couhé war Teil des Kantons Lusignan (bis 2015: Kanton Couhé).

## Geographie
Ceaux-en-Couhé liegt etwa 30 Kilometer südsüdwestlich von Poitiers am Fluss Bouleure. Umgeben wird Ceaux-en-Couhé von den Nachbargemeinden Payré im Norden und Nordwesten, Anché im Norden und Nordosten, Champagné-Saint-Hilaire im Osten, Vaux im Süden, Couhé im Südwesten sowie Châtillon im Westen.

## Bevölkerungsentwicklung
| Jahr                      | 1962 | 1968 | 1975 | 1982 | 1990 | 1999 | 2006 | 2013 |
| Einwohner                 | 709  | 567  | 492  | 460  | 461  | 493  | 522  | 519  |
| Quelle: Cassini und INSEE |      |      |      |      |      |      |      |      |

## Sehenswürdigkeiten
- Kirche Saint-Clément (siehe auch: Liste der Monuments historiques in Valence-en-Poitou)
- Herrenhaus Cujalais aus dem 12./13. Jahrhundert, spätere Umbauten

## Persönlichkeiten
- Elisabeth Morin-Chartier (* 1947), Politikerin (UMP, Les Républicains), Mitglied und ehemalige Vizepräsidentin des Europaparlaments